# Бриджвілл (Делавер)
Бриджвілл (англ. Bridgeville) — місто (англ. town) в окрузі Сассекс штату Делавер США. Населення — 2568 осіб (2020).

## Географія
Бриджвілл розташований за координатами 38°43′29″ пн. ш. 75°36′10″ зх. д. / 38.72472° пн. ш. 75.60278° зх. д. (38.724822, -75.602653).  За даними Бюро перепису населення США в 2010 році місто мало площу 12,04 км², уся площа — суходіл.

## Демографія
Згідно з переписом 2010 року, у місті мешкало 2048 осіб у 841 домогосподарстві у складі 588 родин. Густота населення становила 170 осіб/км².  Було 980 помешкань (81/км²).
Расовий склад населення:
| - 64,9 % — білих - 24,1 % — чорних або афроамериканців - 0,3 % — азіатів - 0,1 % — вихідців з тихоокеанських островів - 0,1 % — корінних американців - 6,8 % — осіб інших рас |

До двох чи більше рас належало 3,6 %. Частка іспаномовних становила 15,2 % від усіх жителів.
За віковим діапазоном населення розподілялося таким чином: 24,4 % — особи молодші 18 років, 53,6 % — особи у віці 18—64 років, 22,0 % — особи у віці 65 років та старші. Медіана віку мешканця становила 42,5 року. На 100 осіб жіночої статі у місті припадало 93,9 чоловіків;  на 100 жінок у віці від 18 років та старших — 89,6 чоловіків також старших 18 років.
Середній дохід на одне домашнє господарство  становив 59 027 доларів США (медіана — 52 396), а середній дохід на одну сім'ю — 67 277 доларів (медіана — 59 792). Медіана доходів становила 50 909 доларів для чоловіків та 32 273 долари для жінок. За межею бідності перебувало 20,7 % осіб, у тому числі 58,6 % дітей у віці до 18 років та 2,4 % осіб у віці 65 років та старших.
Цивільне працевлаштоване населення становило 816 осіб. Основні галузі зайнятості: освіта, охорона здоров'я та соціальна допомога — 17,3 %, роздрібна торгівля — 15,8 %, виробництво — 12,5 %, науковці, спеціалісти, менеджери — 11,5 %.